# Oziorni (Smolensk)
Oziorni (ruso: Озёрный) es un asentamiento de tipo urbano de Rusia perteneciente al raión de Dujovshchina en la óblast de Smolensk.
En 2021, el territorio del asentamiento tenía una población de 5330 habitantes, de los cuales 5186 vivían en el propio asentamiento y el resto en sus cinco pedanías. Es la localidad más poblada del raión.
Fue fundado por la Unión Soviética para alojar a los trabajadores de la central termoeléctrica del embalse de Smolensk. Adoptó estatus de asentamiento de tipo urbano en 1973 y la central empezó a funcionar en 1978. Hasta 1990 fue también un centro minero de extracción de turba, pero desde entonces se dejó de extraer y toda la economía del asentamiento se basa en la central, operada por Yunipro.
Se ubica unos 100 km al norte de Smolensk, a orillas del río Arzhat, cerca del límite con la óblast de Tver.